# Sybra ochreicollis
Sybra ochreicollis är en skalbaggsart som beskrevs av Stefan von Breuning 1939. Sybra ochreicollis ingår i släktet Sybra och familjen långhorningar. Inga underarter finns listade i Catalogue of Life.